# Marreca-de-cabeça-preta
Marrequinha-de-cabeça-preta ou marreca-de-cabeça-preta (Heteronetta atricapilla) é uma ave anseriforme da família Anatidae.

## Características
A marreca-de-cabeça-preta mede aproximadamente 36 cm de comprimento. O macho possui cabeça negra e bico azul com linha vertical vermelha na base da maxila. Já a fêmea é maior, apresentando plumagem parda e uma listra superciliar branca.Como cerimônia pré-nupcial, o macho incha o pescoço.

Espécie parasita, deposita seus ovos em ninhos de outras aves como o Marrecão (Neta peposaca), mas também outros patos, galeirões do gênero Fulica, e, ocasionalmente, até gaivotas como a Gaivota-maria-velha e por isso são apelidados de marreca-cuco. Ao contrário do cucos , nem os filhotes nem adultos destroem os ovos ou matam os filhotes do hospedeiro. Em vez disso, depois de um período de incubação de 21 dias, os marrequinhos são independentes depois de algumas horas e deixando seus pais adotivos e provém o próprio sustento .

Habita banhados sem vegetação alta. Ocorre do norte do Chile e Argentina ao Paraguai e Bolívia. No Brasil, é observado no Rio Grande do Sul e em Santa Catarina.

## Fotos

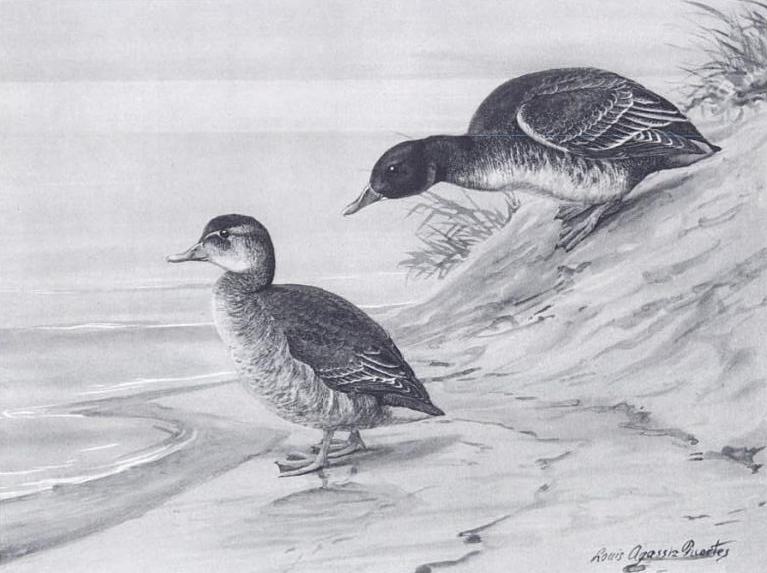
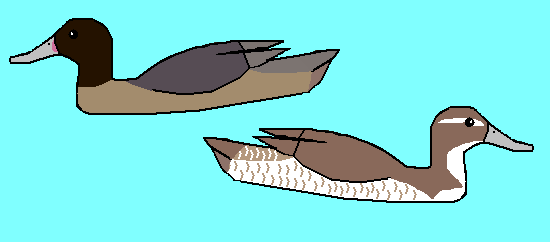
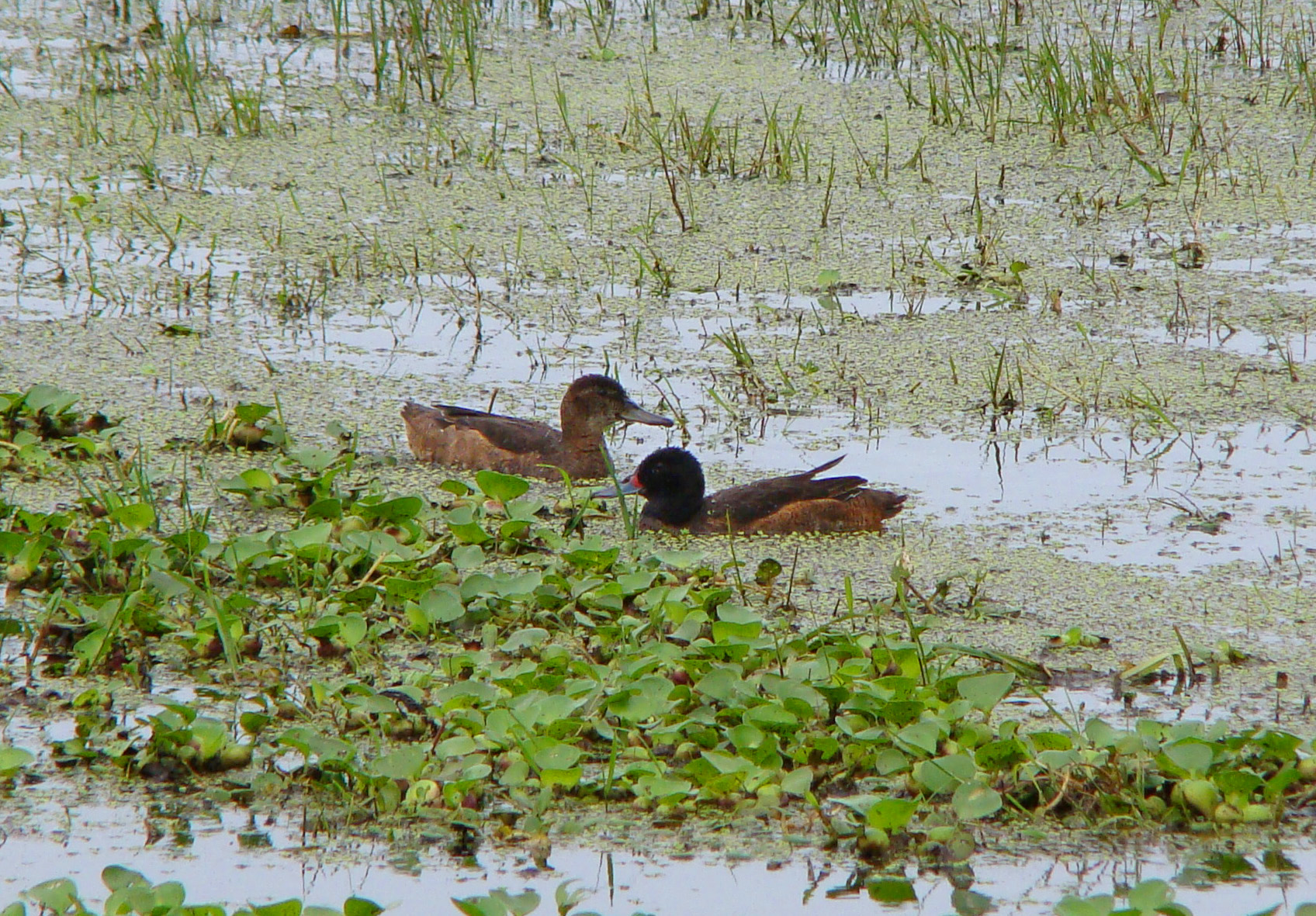

## Páginas externas
- McCracken, Kevin G.; Harshman, John; McClellan, David A. & Afton, Alan D. (1999): Data set incongruence and correlated character evolution: An example of functional convergence in the hind-limbs of stifftail diving ducks. Systematic Biology 48: 683-714. doi:10.1080/106351599259979 PDF fulltext